# Masaomi Nakano
Masaomi Nakano (jap. 中野 雅臣, Nakano Masaomi; * 9. April 1996 in der Präfektur Saitama) ist ein japanischer Fußballspieler.

## Karriere
Masaomi Nakano erlernte das Fußballspielen in der Schulmannschaft von Tokyo Verdy. Hier unterschrieb er auch 2015 seinen ersten Profivertrag. Der Verein, der in der Präfektur Tokio beheimatet ist, spielte in der zweithöchsten japanischen Liga, der J2 League. Von Juli 2017 bis Januar 2020 wurde er an den FC Imabari ausgeliehen. Mit dem Club aus Imabari spielte er in der vierten Liga, der Japan Football League. Am Ende der Saison 2019 wurde er mit dem Club Tabellendritter und stieg in die dritte Liga auf. 2020 kehrte er nach der Ausleihe wieder zu Verdy zurück. Von August 2020 bis Saisonende wurde er an den Drittligisten Iwate Grulla Morioka nach Morioka ausgeliehen. Für Morioka bestritt er 21 Drittligaspiele. Nach der Ausleihe wurde er von Iwate im Februar 2021 fest unter Vertrag genommen. Ende der Saison 2021 feierte er mit Iwate die Vizemeisterschaft und den Aufstieg in die zweite Liga. Nach nur einer Saison in der zweiten Liga musste er mit dem Verein am Ende der Spielzeit als Tabellenletzter wieder in die dritte Liga absteigen.

## Erfolge
Iwate Grulla Morioka
- J3 League: 2021 (Vizemeister)  ▲